# Vitrey-sur-Mance
Vitrey-sur-Mance ist eine Gemeinde im französischen Département Haute-Saône in der Region Bourgogne-Franche-Comté, im Kanton Jussey und im Arrondissement Vesoul.

## Geographie
Vitrey-sur-Mance liegt auf einer Höhe von 255 m über dem Meeresspiegel, zehn Kilometer westlich von Jussey und etwa 36 Kilometer nordwestlich der Stadt Vesoul (Luftlinie). Das Dorf erstreckt sich im äußersten Nordwesten des Departements, in einer Talmulde südlich des Tals der Mance, in den östlichen Ausläufern des Plateaus von Langres.
Die Fläche des 13,48 km² großen Gemeindegebiets umfasst einen Abschnitt des Plateaus von Langres westlich des oberen Saônetals. Die nördliche Grenze verläuft meist entlang der Mance, welche hier durch eine rund 1,5 km breite Alluvialniederung nach Osten fließt. Die Talaue liegt durchschnittlich auf 225 m und wird überwiegend landwirtschaftlich genutzt. Vom Flusslauf erstreckt sich das Gemeindeareal südwärts über die Talaue und einen 60 bis 100 m hohen, meist bewaldeten Hang (Bois du Chanois) bis auf das angrenzende Hochplateau, das eine mittlere Höhe von 280 m erreicht. Der Hang wird durch mehrere Mulden untergliedert, die sich zum Tal der Mance öffnen, darunter diejenige von Vitrey und das Tälchen des Ruisseau de la Perche. 
Das Hochplateau von Vitrey weist eine Breite von rund zwei Kilometern auf und wird im Süden vom Tal der Ougeotte begrenzt. Der Gemeindeboden reicht allerdings nicht bis zur Ougeotte, sondern nur bis zu deren nördlichen Seitenbächen Ruisseau du Moivre und Ruisseau le Saupiquet. Gegen Westen steigt das von Acker- und Wiesland bestandene Hochplateau leicht an und erreicht oberhalb des Bois du Chânois mit 349 m die höchste Erhebung von Vitrey-sur-Mance. In geologisch-tektonischer Hinsicht besteht die Hochfläche aus einer Wechsellagerung von sandig-mergeligen und kalkigen Sedimenten, die zur Hauptsache während der Lias (Unterjura) abgelagert wurden.
Nachbargemeinden von Vitrey-sur-Mance sind Pisseloup, Betoncourt-sur-Mance und Vernois-sur-Mance im Norden, Rosières-sur-Mance, Saint-Marcel und Montigny-lès-Cherlieu im Osten, Chauvirey-le-Châtel im Süden sowie Ouge und Velles im Westen.

## Geschichte
Das Gemeindegebiet von Vitrey war schon sehr früh besiedelt. Auf der Flur Biémont bestand ein gallorömischer Lagerplatz, der im 4. Jahrhundert zerstört wurde. Bei Ausgrabungen wurden Mauerfundamente, Keramik- und Ziegelfragmente, Münzen und Schmuckstücke gefunden. Nahebei verlief der römische Verkehrsweg vom Oberrhein nach Langres.
Im Mittelalter gehörte Vitrey zur Freigrafschaft Burgund und darin zum Gebiet des Bailliage d’Amont. Die lokale Herrschaft hatten die Herren von Chauvirey inne, weswegen Vitrey das Schicksal dieser Herrschaft weitgehend teilte. Im Jahr 1577 erhielten die Bewohner gewisse Freiheitsrechte zugesprochen. Auch der Johanniterorden hatte mit Aubigney Grundbesitz auf dem Gebiet. Zusammen mit der Franche-Comté gelangte Vitrey mit dem Frieden von Nimwegen 1678 definitiv an Frankreich. Um eine Verwechslung mit anderen gleichnamigen Gemeinden zu vermeiden, wurde Vitrey 1962 in Vitrey-sur-Mance umbenannt. Heute ist der Ort Mitglied des 17 Ortschaften umfassenden Gemeindeverbandes Communauté de communes du Pays Jusséen.

## Sehenswürdigkeiten
Die Kirche Saint-Laurent wurde im 16. Jahrhundert erbaut und im 18. Jahrhundert vergrößert; der Glockenturm im Imperialstil stammt aus dem 19. Jahrhundert. Die Kirche besitzt eine wertvolle Ausstattung, darunter den Hauptaltar, eine reich skulptierte Kanzel und Seitenaltäre aus dem 18. Jahrhundert sowie verschiedene Statuen. 
Der Herrschaftssitz von Vitrey wurde 1521 von den Herren von Chauvirey erbaut. Die ehemalige Markthalle am Dorfplatz wurde zu einem Ladenzentrum umgebaut. Vitrey-sur-Mance ist Standort eines kleinen Museums mit einer Postkartensammlung und einer Ausstellung über Landwirtschaft und Gewerbe der Region.

## Bevölkerung
| Jahr                       | 1962 | 1968 | 1975 | 1982 | 1990 | 1999 | 2006 |
| Einwohner                  | 469  | 446  | 380  | 364  | 343  | 335  | 256  |
| Quellen: Cassini und INSEE |      |      |      |      |      |      |      |

Mit 297 Einwohnern (1. Januar 2022) gehört Vitrey-sur-Mance zu den kleinen Gemeinden des Departements Haute-Saône. Während des gesamten 20. Jahrhunderts nahm die Einwohnerzahl kontinuierlich ab (1881 wurden noch 943 Personen gezählt). Nach einer Phase der Stagnation verstärkte sich der Rückgang seit dem Jahr 2000 wieder.

## Wirtschaft und Infrastruktur
Vitrey-sur-Mance war lange Zeit ein vorwiegend durch die Landwirtschaft (Ackerbau, Obstbau und Viehzucht) geprägtes Dorf. Heute gibt es verschiedene Betriebe des lokalen Kleingewerbes, darunter zwei Firmen des Bauwesens, und ein Informatikbetrieb. In den letzten Jahrzehnten hat sich das Dorf auch zu einer Wohngemeinde gewandelt. Viele Erwerbstätige sind deshalb Wegpendler, die in den größeren Ortschaften der Umgebung ihrer Arbeit nachgehen.
Die Ortschaft liegt abseits der größeren Durchgangsachsen an einer Departementsstraße, die von Jussey nach Fayl-Billot führt. Weitere Straßenverbindungen bestehen mit Chauvirey-le-Châtel, Betoncourt-sur-Mance, Vernois-sur-Mance und Montigny-lès-Cherlieu. Durch das Gemeindegebiet verläuft die 1858 eröffnete Eisenbahnlinie von Vesoul nach Langres. Der nächste größere Bahnhof befindet sich bei Jussey.